# 스톡턴 히트
| 스톡턴 히트   | |
| 콘퍼런스      | 서부 콘퍼런스 |
| 디비전        | 퍼시픽 디비전 |
| 설립연도      | 1977년 |
| 해체연도      | |
| 역사          | 메인 매리너스 (1977년~1987년) 우티카 데블스 (1987년~1993년) 세인트존스 플레임스 (1993년~2003년) 오마하 아크사벤 나이츠 (2005년~2007년) 쿼드시티 플레임스 (2007년~2009년) 애버츠퍼드 히트 (2009년~2014년) 애디론댁 플레임스 (2014년~2015년) 스톡턴 히트 (2015년~현재) |
| 경기장        | 스톡턴 아레나 |
| 연고지        | 캘리포니아주 스톡턴 |
| 상징색        | 검정, 빨강, 금, 하양 |
| 구단주        | 캘거리 스포츠 앤 엔터테인먼트 |
| 단장          | - |
| 감독          | 라이언 허스카 |
| NHL 제휴      | 캘거리 플레임스 |
| ECHL 제휴     | 캔자스시티 매버릭스 |
| 정규시즌 우승 | 3 (1978, 1979, 1984) |
| 콘퍼런스 우승 | 2 (1997, 2001) |
| 디비전 우승   | 7 (1978, 1979, 1981, 1985, 1997, 2001, 2007) |
| 칼더 컵       | 4 (1978, 1979, 1984, 2001) |
| 영구 결번     | - |

스톡턴 히트(Stockton Heat)는 미국 캘리포니아주 스톡턴을 연고지로 하는 AHL의 서부 콘퍼런스 퍼시픽 디비전 소속 아이스 하키팀이다.

## 역대 홈경기장
| 스톡턴 히트   |             |          |                     |      |
| 경기장        | 사용기간    | 수용인원 | 장소                | 비고 |
| 스톡턴 아레나 | 2015년~현재 | 9,737명  | 캘리포니아주 스톡턴 | 빈칸 |